# Археобдела каспійська
Археобде́ла каспі́йська (Archaeobdella esmonti) — вид п'явок.
Таксономічна характеристика. Єдиний вид роду.
Статус. III категорія.
Поширення. Типовий представник каспійської фауни. Зустрічається в пониззях Дніпра та Дністра. Ареал охоплює також басейн Каспійського м. і гирла річок, що впадають у нього.
Місця перебування. Замулені ділянки гирл річок і лиманів.
Чисельність. Значна.
Причини зміни чисельності. Чутлива до різких змін умов проживання; зокрема, нестача кисню та забруднення води можуть спричинити зменшення кількості особин виду або навіть повне їх зникнення.
Особливості біології. Розміри: 33 мм завдовжки, 3,5 мм завширшки при вазі 20 мг. В гирлах річок Дніпра та Дністра вага становить 4-5 мг. Живе в намулі. Живиться різними дрібними безхребетними, насамперед поліхетами. 
Розмноження у неволі. Не спостерігалося.
Заходи охорони. Не здійснювалися. Потрібно забезпечити збереження умов існування біоценозів пониззя річок, докладно вивчити особливості біології виду.